# Xitlalic Ceja García
Xitlalic Ceja García (Puebla de Zaragoza, Puebla, 3 de enero de 1982) es una política mexicana, miembro del Partido Revolucionario Institucional (PRI). Ha sido en dos ocasiones diputada federal.

## Biografía
Es licenciada en Ciencias Políticas y Administración Pública egresada de la Universidad Iberoamericana Puebla. Miembro del PRI desde 2002, de ese año a 2011 fue consejera política estatal, de 2002 a 2005 fue regidora suplente del ayuntamiento de Puebla que presidió el panista Luis Eduardo Paredes Moctezuma. De 2003 a 2004 fue presidenta del Frente Juvenil Revolucionario del comité municipal del PRI en Puebla.
De 2005 a 2006 fue asesora en la Secretaría del Trabajo y Competitividad del gobierno de Puebla, de 2006 a 2008 jefa de Departamento de Atención a la Juventud y de 2008 a 2009 coordinadora de la Unidad de Políticas Públicas, ambas en el Instituto Poblano de la Juventud, todo ello en la administración del gobernador Mario Marín Torres. De 2008 a 2010 fue secretaria general del Frente Juvenil Revolucionario estatal en Puebla y de 2012 a 2014 consejera política municipal del PRI.
En 2013 fue jefa de Departamento y de 2013 a 2014 subdirectora Administrativa en la Subdirección de Transporte de la Secretaría de Comunicaciones y Transportes (SCT). En las elecciones federales de 2015 fue candidata de la alianza del PRI y el Partido Verde Ecologista de México (PVEM) a diputada federal por el Distrito 6 de Puebla. Fue elegida al recibir el 28.63% de los votos, frente de su oponente de PAN Xabier Albizuri Morett que recibió el 24.92%. En la LXIII Legislatura de dicho año a 2018 fue secretaria de la mesa directiva de la Comisión Permanente; secretaria de las comisiones de Agua Potable y Saneamiento; y, de Infraestructura; e integrante en las comisiones Contra la trata de personas; Para el patrimonio cultural de México; Para impulsar a estudiantes de altas capacidades intelectuales; de Salud; de Agricultura y Fomento; de Comunicaciones; y, de Obras Públicas.
Entre el 28 de enero y el 2 de julio de 2018 se separó de la diputación mediante licencia para ser candidata del PRI al Senado por Puebla en segunda fórmula, junto a Juan Carlos Lastiri Quirós, quedaron en tercer lugar de las preferencias electorales con el 15.29% de los votos, por lo que no resultó elegida. Tras ello, entre 2019 y 2021 fue secretaria general del comité estatal del PRI. En las elecciones federales de 2021 fue candidata de la coalición Va por México a diputada federal por el Distrito 6, no logró el triunfo, pues recibió el 39.14% de los votos, frente al 48.82% de Alejandro Carvajal Hidalgo de la coalición Juntos Hacemos Historia que resultó reelegido en el cargo.
De 2023 a 2024 fue presidenta del Organismo Nacional de Mujeres Priistas. En 2024 fue elegida diputada federal por el principio de representación proporcional a la LXVI Legislatura de 2024 a 2027. En esta legislatura es secretaria de la comisión de Igualdad de Género; e integrante de las comisiones de Educación; y, de Salud.